# Os Filósofos
Os Filósofos (do italiano "I filosofi") é uma série vídeobiográfica dramática franco-italiano, produzido pelo instituto Luce e dirigido pelo italiano Roberto Rossellini, no período de 1971-1974; uma tetralogia de longa-metragens que narra a vida dos filósofos: Sócrates (1971), Pascal (1972), Agostinho (1972) e, Cartesius (1974), junto com a evolução de suas teorias em uma perspetiva filosófica, além de mostrar momentos da história em que a consciência humana passa por uma transformação radical.

## Antecedente
Em 1965, Rossellini escreveu um manifesto sobre a perda de contato entre arte e ciência. Ele informa que, apesar da melhoria que a ciência trouxe para nossas vidas também criou alguns malefícios como violência, indiferença, angústia, inércia espiritual, resignação passiva. O diretor ainda diz que "Os homens de hoje, nos países desenvolvidos, parecem não ter mais noção de si mesmos ou das coisas (...) A nossa civilização, tal como a conhecemos, já está morta (...) Estamos num estado de crise e totalmente despreparados para enfrentar os desafios de um futuro tão ameaçador (...) A arte, por outro lado, nos últimos cem anos se transformou em reclamação (...) É a expressão do desconforto moral, da infelicidade e da incompreensão (...) Essa reclamação é baseada na recusa de conhecer o mundo; estamos reclamando porque somos confrontados por um mundo cuja arquitetura não conseguimos compreender (...) Mas penso que arte é vida (...) É a maneira de dar razão às coisas (...) É a maneira de transmitir emoções.”. Assim Rossellini acreditava que não possuímos mais os elementos básicos de uma linguagem artística. Nossa “arte” tornou-se infantil e corrupta.

## Tetralogia
A tetralogia de quatro filmes do diretor Roberto Rossellini que narra a vida de quatro filósofos da Idade Moderna:
- Sócrate (1971), sobre o filósofo ateniense Sócrates (470 a.C.– 399), por istituto L'Unione Cinematografica Educativa (Luce).[11]
- Pascal (1972), sobre o físico e filósofo francês Blaise Pascal (1623 –1662);
- Agostino d'Ippona (1972) sobre o teólogo e filósofo argelino  Aurelius Augustinus (354–430);
- Cartesius (1974), sobre o matemático e filósofo francês René Descartes (1596–1650).

## Galeria

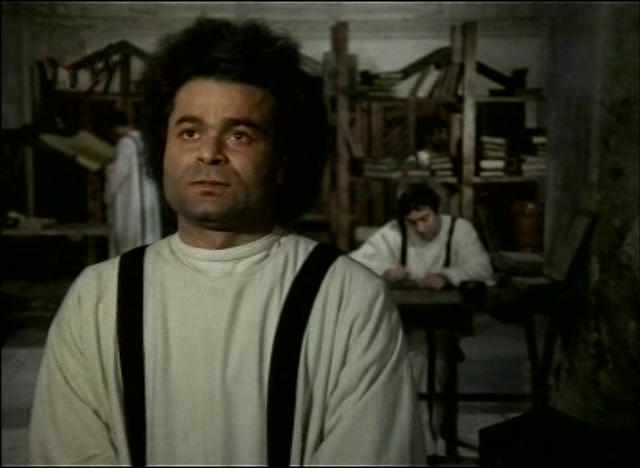
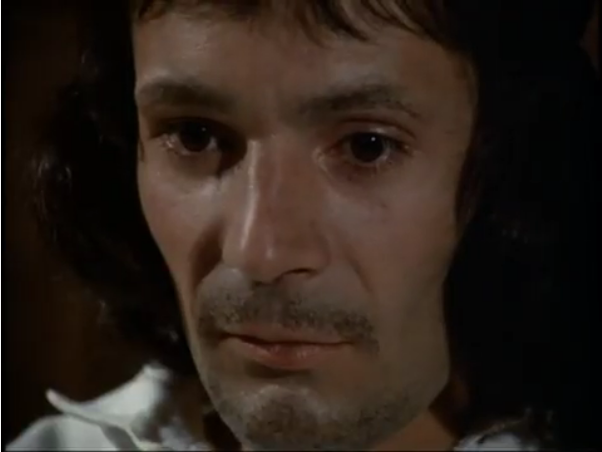
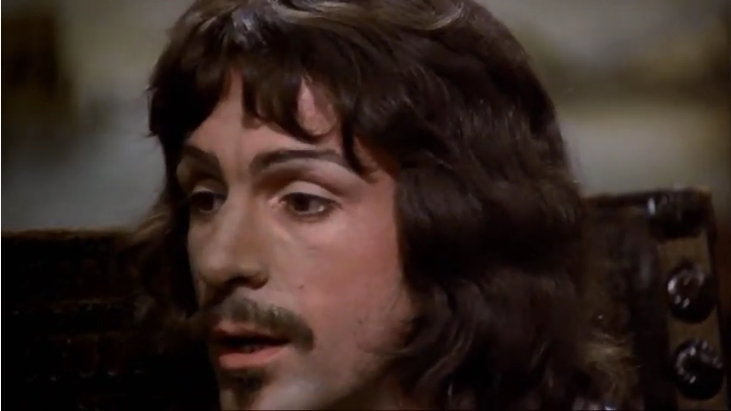
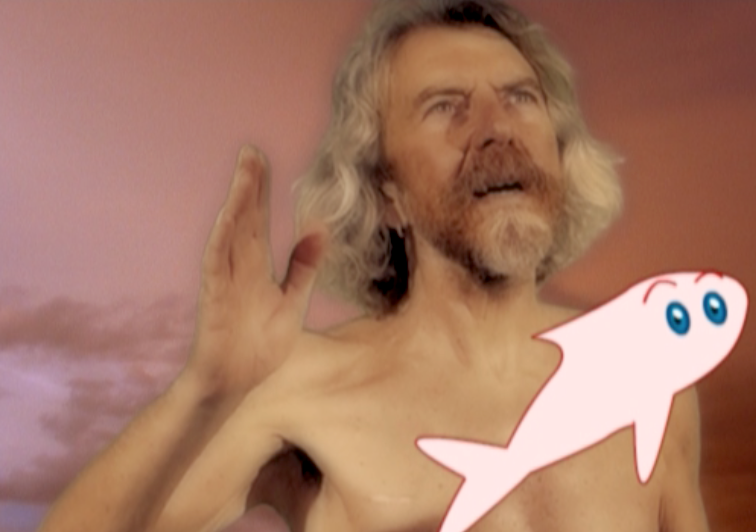
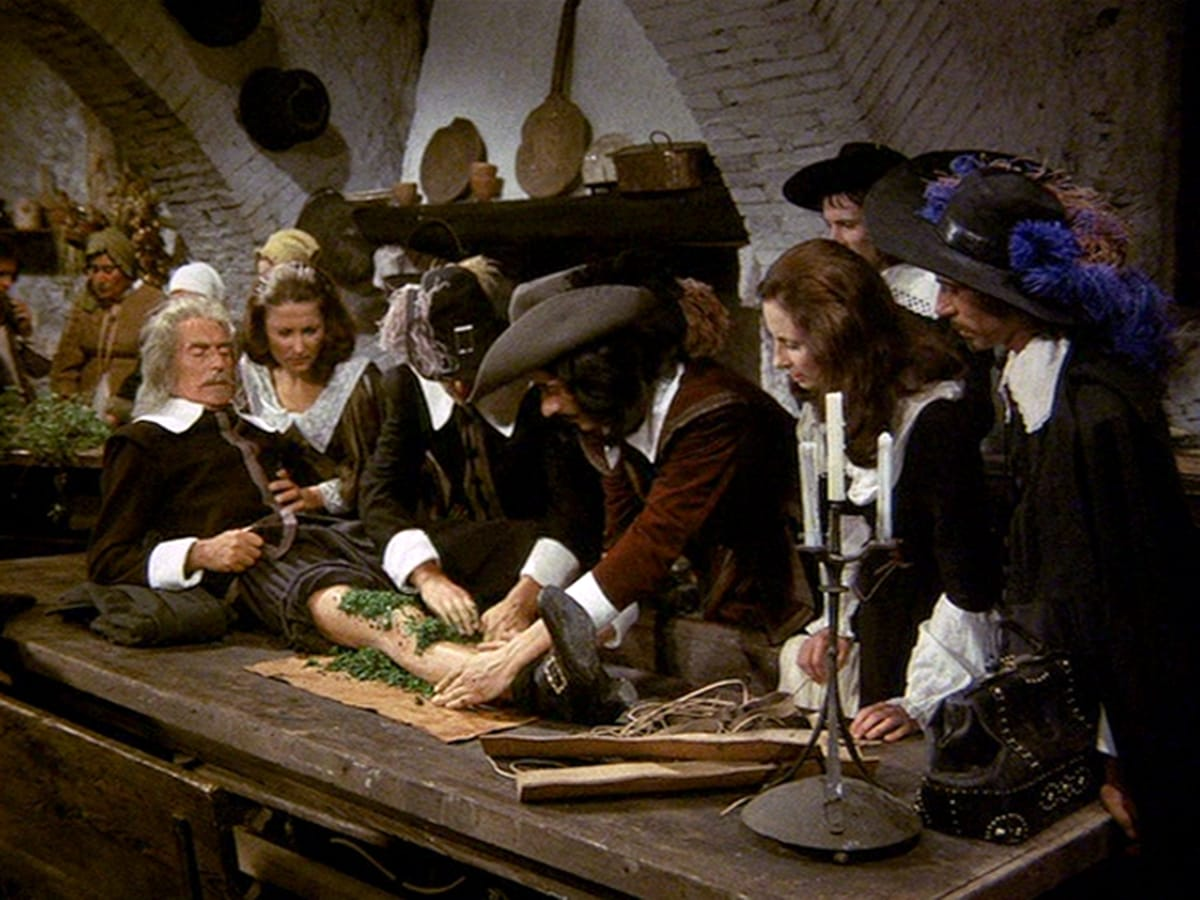
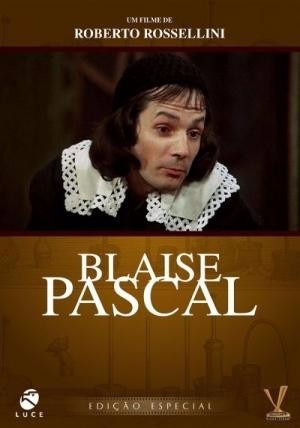
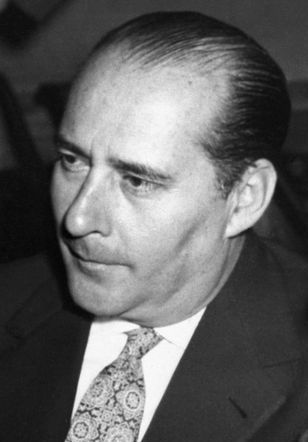